# Mesechinus miodon
Mesechinus miodon és una espècie d'eulipotifle de la família dels erinacèids. És endèmic de la Xina (nord de Shaanxi i est de Ningxia). Té una llargada de cap a gropa de 195 mm, la cua de 33 mm, les potes posteriors de 59 mm i un pes de 505 g (valors mitjans). Durant força temps se'l considerà una subespècie de M. dauuricus o M. hughi.